# Жарковское сельское поселение
Жарко́вское се́льское поселе́ние — упразднённое муниципальное образование в Жарковском районе Тверской области Российской Федерации, существовавшее в 2005 — 2022 годах.
Центр поселения — деревня Зеленьково.
Жарковское сельское поселение образовано в 2005 году, включило в себя территории Жарковского, частей Новосёлковского, Троицкого и Гороватского сельских округов и некоторые населённые пункты, бывшие в подчинении администрации пгт Жарковский.
Законом Тверской области от 28 июля 2022 года № 45-ЗО муниципальное образование было упразднено с включением всех населённых пунктов в состав Жарковского муниципального округа.

## Географические данные
- Общая площадь: 1006,1 км².
- Нахождение: северная и восточная части Жарковского района
  - Граничит:
    - на севере — с Нелидовским районом, Земцовское СП, Нелидовское СП и Новосёлковское СП
    - на востоке — с Бельским районом, Пригородное СП и Демяховское СП
    - на юго-востоке — со Смоленской областью, Духовщинский район
    - на юге — с Щучейским СП и посёлком Жарковский
    - на юго-западе — с Новосёлковским СП
    - на западе — с Западнодвинским районом, Шараповское СП и Западнодвинское СП

Основные реки — Межа, Обша, Велеса, Туросна. Озёра — Жарки, Емлень, Орехово, Бездонное. Большую часть территории поселения занимает большой болотный массив Пелецкий Мох, здесь образован региональный заказник «Жарковско-Пелецкий Мох» (площадь 16416 га).
Поселение пересекают железнодорожная ветка Земцы — Жарковский и автодорога «Западная Двина—Жарковский».
Экономика
На территории поселения имелись следующие хозяйства: колхоз «Победа» (д. Данилино) и колхоз им. Калинина (д. Устье).

## Болото Пелецкий мох
Река Межа опоясывает самую большую болотную систему в Европе — Пелецкий мох. Река Межа впадает в Западную Двину. В средние века по реке Межа проходил важный судоходный путь, который вел к прибалтийским городам бывшего Ганзейского союза. Территория в составе Смоленского воеводства входила в союз Королевства Польского и Великого Княжества Литовского (Речь Посполитая). На берегу реки Межа расположено село Устье (Пелецкое). Топонимы свидетельствуют, что данная территория, имеющая стратегическое значение для торговли, была когда-то заселена военизированными поселенцами -шляхтой. Шляхтичи были поляки фамилии Пелецкий (Pielecki), входившие в родовой польский герб «САС» (SAS). По реке Межа проходил раздел (межевание) между польской и татарской территорией. На татарском слово «саз» («сас»), означает «болото», «топкое место». Не исключено, что при общении с татаро-монголами поляки представляясь называли фамилию Пелецкий и свой гербовый род «САС», имели в виду «САС» как родовой герб фамилии, татары думали, что имелось в виду топкое место под названием «Пелецкий», так образовалось название болотной системы в Жарковском районе. О тесном противостоянии орд татаро-монголов и поляков в Жарковском районе нынешней Тверской области свидетельствуют и другие топонимы. Один из притоков реки Межа- река Ордынка. В селе Ордынок, Жарковского района располагалась Ордынская Поречская общежительная мужская пустынь, на левом берегу реки Межи. По одним источникам, она основана в первой половине 15 века, укрывшимися здесь от нападения ордынцев иноками.

## Население
| 2010 | 2011 | 2012 | 2013 | 2014 | 2015 | 2016 |
| ---- | ---- | ---- | ---- | ---- | ---- | ---- |
| 305  | ↘302 | ↘292 | ↘279 | ↘264 | ↘237 | ↘216 |
| 2017 | 2018 | 2019 | 2020 | 2021 |      |      |
| ↘208 | ↘205 | ↘189 | ↘164 | ↗227 |      |      |

На 01.01.2008 — 364 чел..

## Населенные пункты
На территории поселения находятся следующие населённые пункты:
| Тип  | Название   | Население | Население |
| Тип  | Название   | 1996      | 2008      |
| ---- | ---------- | --------- | --------- |
| дер. | Зеленьково | 57        | 34        |
| дер. | Афонино    | 5         | 1         |
| дер. | Бобыльщина | 2         | 0         |
| дер. | Горбачёво  | 123       | 9         |
| пос. | Гараж      | 14        | 53        |
| дер. | Данилино   | 183       | 102       |
| дер. | Заборы     | 1         | 0         |
| пос. | Кащёнки    | 95        | 44        |
| дер. | Лукьяново  | 35        | 25        |
| дер. | Новый Двор | 66        | 41        |
| дер. | Обухово    | 0         | 5         |
| дер. | Озёры      | 10        | 0         |
| дер. | Рудня      | 31        | 13        |
| дер. | Лонна      | 11        | 0         |
| дер. | Амшара     | 5         | 0         |
| дер. | Барсуки    | 6         | 2         |
| дер. | Бубново    | 2         | 0         |
| дер. | Гряда      | 10        | 0         |
| дер. | Ермошки    | 8         | 4         |
| дер. | Козлово 1  | 15        | 7         |
| дер. | Козлово 2  | 10        | 0         |
| дер. | Прохоренки | 14        | 11        |
| пос. | Пустошка   | 66        | 7         |
| дер. | Сорокино   | 9         | 4         |
| дер. | Таборище   | 5         | 2         |
| дер. | Устье      | 19        | 0         |

Находящиеся на территории поселения посёлки Откос и Борок относятся к Нелидовскому району, а посёлки Барсуки и Кривая относятся к городскому поселению посёлок Жарковский.

## История
В XIX-начале XX века территория поселения входила в состав трёх уездов Смоленской губернии — Бельского, Поречского и Духовщинского. После ликвидации губерний в 1929 году территория поселения вошла в Западную область, с 1937 г. в Смоленскую, с 1944 — в Великолукскую области. С 1957 года входит в состав Калининской области (с 1990 года Тверской).

## Известные люди
В деревне Горбачёво родился Герой Советского Союза Александр Александрович Блау.